# 冷戰坦克
冷战坦克，是在冷戰中使用的坦克，如德国MBT-70以及苏联的T-54/55系列主戰坦克。美国陆军也有M-60坦克。

## 参看
- 第二次世界大戰早期坦克比較